# Via Santo Stefano
La Via Santo Stefano (anciennement connue sous le nom de Strada Santo Stefano, Stra San Stêven en dialecte bolonais) est une rue du centre historique de Bologne qui relie les tours de Bologne à la Porta Santo Stefano et aux jardins Margherita.
Elle s'élargit au niveau de la piazza Santo Stefano, sur laquelle donne l'ancien ensemble abbatial de la basilique Santo Stefano, qui donne son nom au quartier dont elle est l'artère principale.

## Histoire
Le tronçon est mentionné pour la première fois avec son homonyme actuel dans un acte notarié de 1199, comme emplacement de l'église de San Giuliano, bien qu'il soit probable qu'il ait été connu sous ce nom bien avant cette date.
Au début du XIXe siècle, au milieu de l'ère napoléonienne, il fut décidé de conserver l'ancienne appellation, à l'instar de ce qui se serait passé à la fin du siècle avec la proclamation du royaume d'Italie (malgré le débat sur l'opportunité de la rebaptiser « Via Ulisse Aldrovandi », en l'honneur du naturaliste bolonais du XVIe siècle).
En raison de sa longueur (environ 1,7 km), s'y trouvent plusieurs arrêts du transport public local.

Vues.
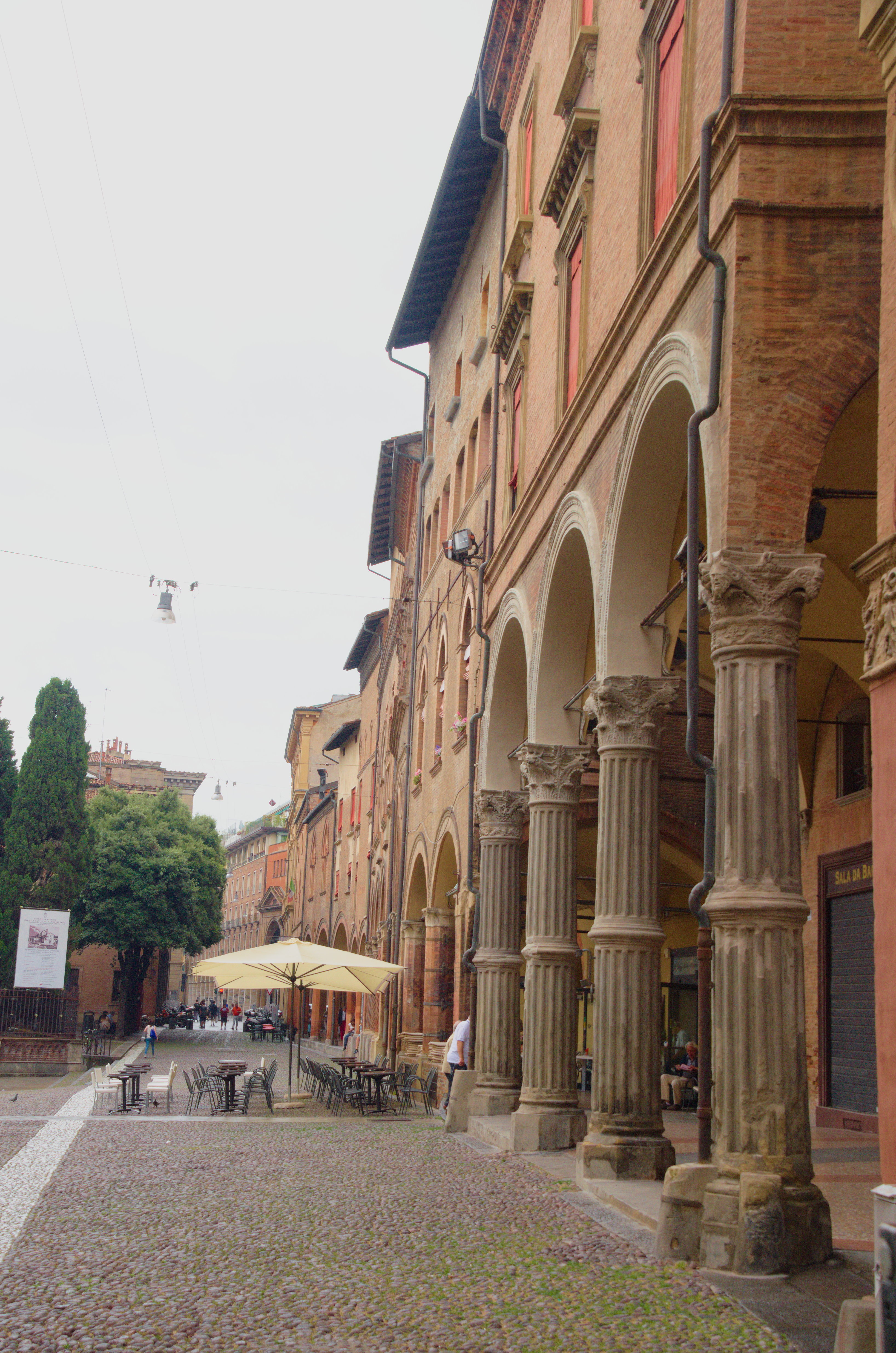
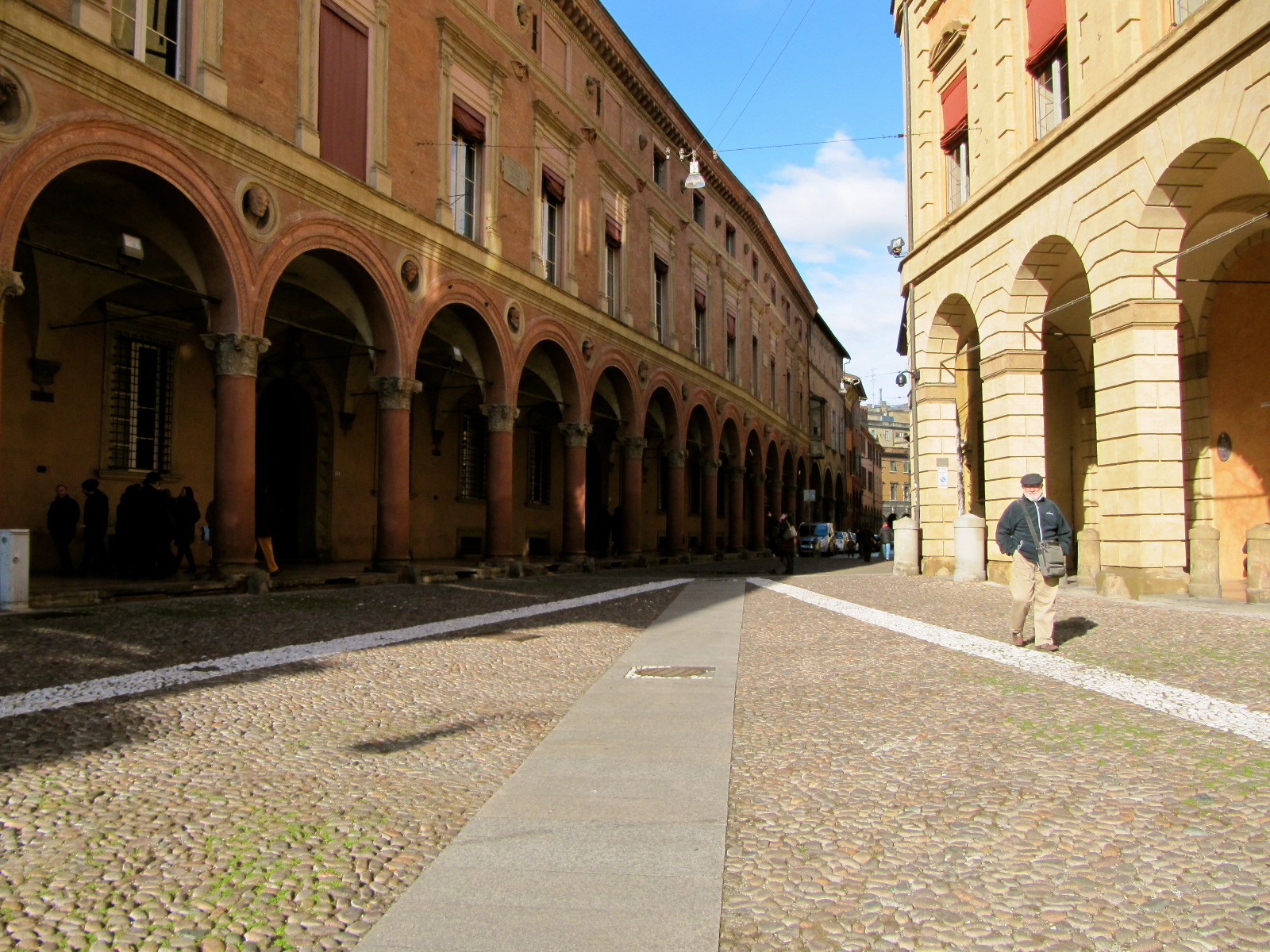
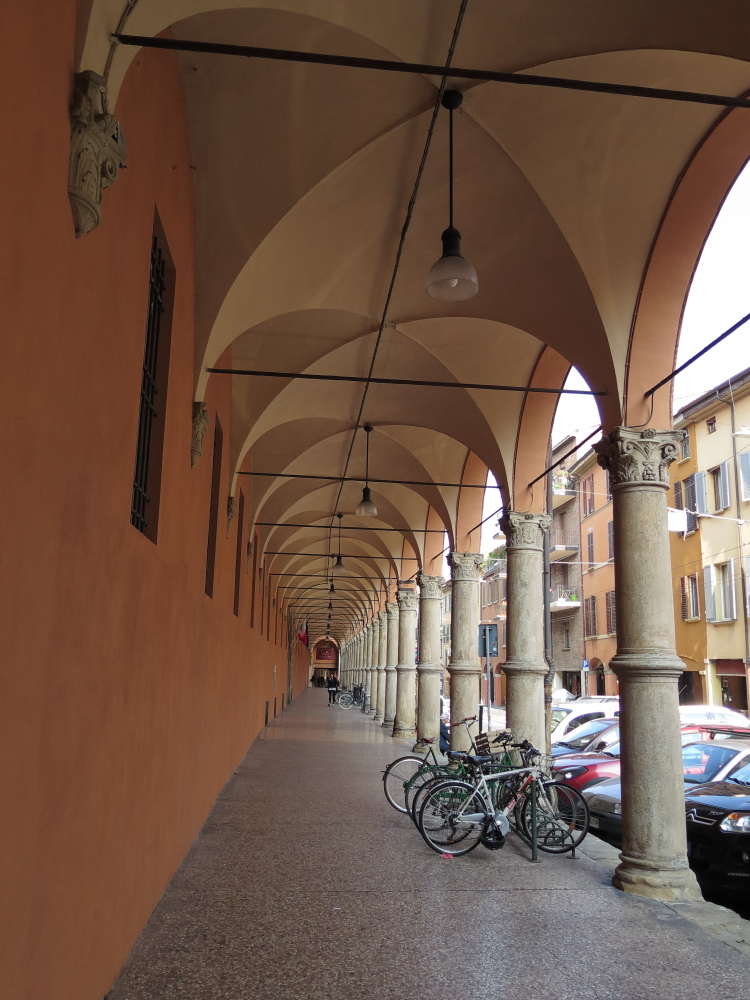
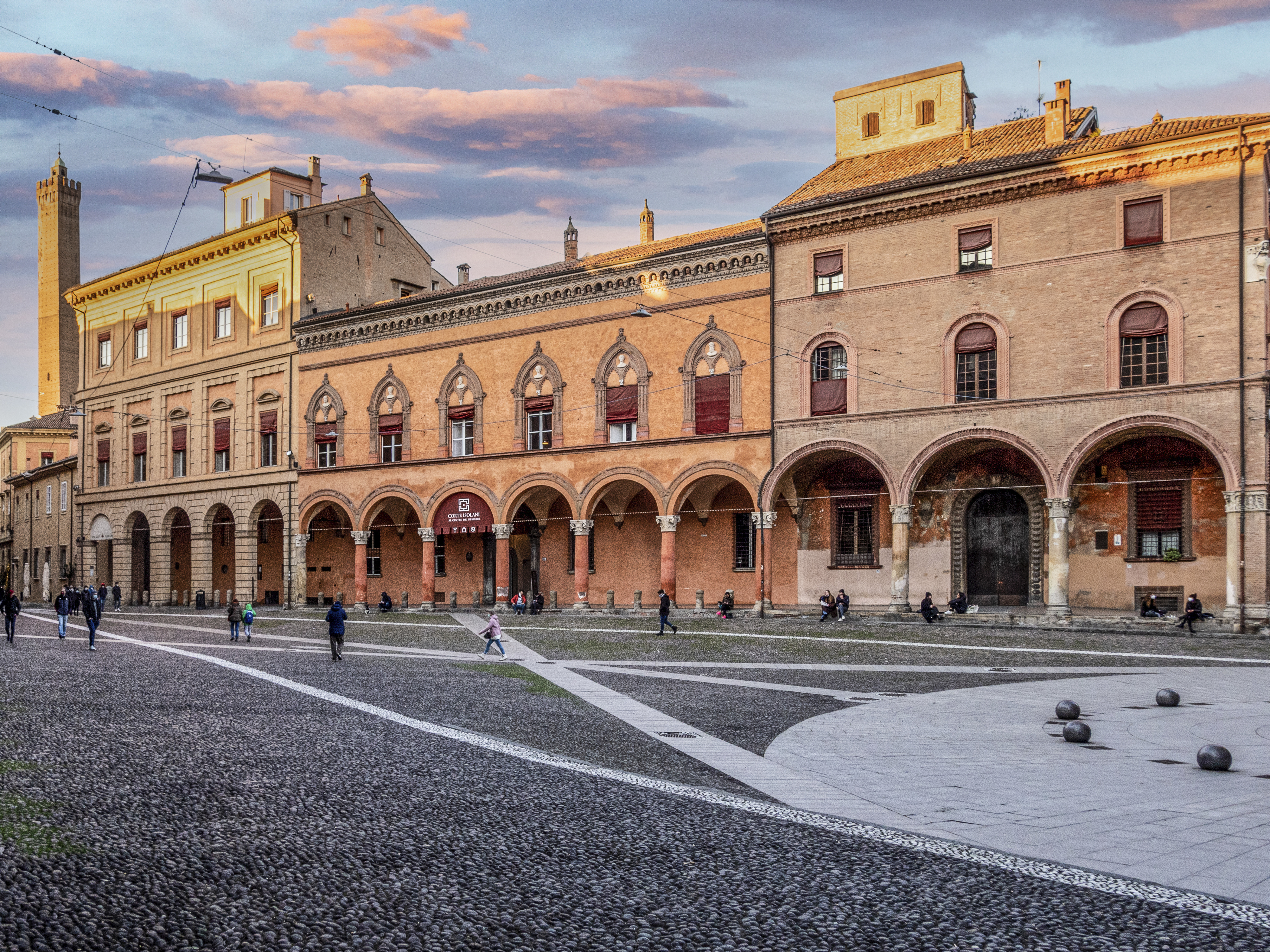